# Natalija Pigida
Natalija Sergijivna Pigida (ukrajinsko Наталія Сергіївна Пигида), ukrajinska atletinja, * 30. januar 1981, Nova Kahovka, Sovjetska zveza.
Nastopila je na poletnih olimpijskih igrah v letih 2004, 2008, 2012 in 2016, leta 2012 je osvojila bronasto medaljo v štafeti 4x400 m. Na evropskih prvenstvih je osvojila zlato in srebrno medaljo v isti disciplini, na evropskih dvoranskih prvenstvih pa zlato in srebrno medaljo v teku na 400 m. Leta 2009 je prejela dvoletno prepoved nastopanja zaradi dopinga.